# GameGuard
nProtect GameGuard (также GG) — руткит, разработанный INCA Internet и предназначенный для защиты от читерства в сетевых играх. Применяется во множестве онлайн-игр для исключения подозрительной деятельности и противодействия общеизвестным способам читерства. GameGuard предоставляет службы безопасности формата B2B2C (Business to Business to Consumer, с англ. — «бизнес-бизнес-клиент») для компаний, занимающихся онлайн-играми, а также интернет-сайтами и порталами. Данная программа является одной из трех программ, которые по состоянию на 2012 год «доминировали на рынке безопасности онлайн-игр».
GameGuard является руткитом для проактивного предотвращения запуска читерского программного обеспечения. GameGuard скрывает процесс игрового приложения, следит за содержимым оперативной памяти, прекращает выполнение приложений, определенных как читерские оператором игры или INCA Internet, блокирует вызовы определенных функций DirectX и Windows API, регистрирует ввод с клавиатуры, а также обновляет свои компоненты для противодействия новым угрозам.
Поскольку GameGuard является по своей сути руткитом, игроки могут ощущать непреднамеренные и потенциально нежелательные эффекты. Будучи установленным, GameGuard может блокировать любую установку или активацию оборудования или внешних устройств (например, мыши) пока запущена защищаемая программа. Поскольку GameGuard следит за всем содержимым памяти, пользователь может столкнуться со снижением производительности, когда защищаемая игра одновременно загружает многочисленные или большие по объему ресурсы.
Помимо этого некоторые версии GameGuard содержат не устраненный баг повышения привилегий. Он позволяет любому приложению исполнять команды таким образом, как они бы исполнялись с привилегиями администратора.
GameGuard содержит базу данных взломов игр, полученную из отчетов безопасности, собранную более чем на 260 игровых клиентах. В некоторые издания GameGuard включена антивирусная и анти-spyware библиотека Tachyon и антикейлогер Key Crypt, защищающий информацию о клавиатурном вводе. Обе программы разработаны INCA Internet.